# Gonzalo Malay
Gonzalo Cue Malay (Manilla, 10 januari 1882 – 14 juni 1962) was een Filipijns schrijver in het Tagalog.

## Biografie
Gonzalo Malay werd geboren op 10 januari 1882 in Tondo in de Filipijnse hoofdstad Manilla. Hji was een zoon van Macario Cue en Valentina Adriano. Hij studeerde aan de Ateneo de Manila University tot hij na de dood van zijn moeder ging werken.
Zijn eerste boek uit 1898 was een Spaans-Engels taalboek. Malay schreef korte artikelen en een column  met de naam Vida Manileñas voor de krant El Renacimiento-Mulig Pasilag en later voor Renacimiento Filipino Daarnaas schreef hij veelal folkoristische artikelen voor andere kranten uit die tijd.
Malay overleed in 1962 op 80-jarige leeftijd. Hilado was getrouwd en had tien kinderen. 